# Río Isar
El río Isar es un importante río de Baviera (Alemania) que nace en el Eiskarlspitze (Alpes austríacos), pasa por Múnich y, tras un recorrido de unos 295 km, desemboca en el Danubio. Presenta numerosas islas fluviales, lo cual se debe a los sedimentos acarreados desde las vertientes septentrionales de los Alpes austríacos. Esos aluviones explican, en cierta forma, la posible etimología de su nombre.  
Su fuente se sitúa en la frontera entre Alemania y Austria en la zona conocida como Karwendel bávara, que es una parte de los Alpes, próxima a la ciudad de Mittenwald. Desde allí corre en dirección norte, atravesando la ciudad de Múnich, y gira después al noroeste al sur de Deggendorf, donde se une al Danubio.
Algunas ciudades situadas a orillas del Isar son: Krün, Wallgau, Bad Tölz, Wolfratshausen, Múnich, Freising, Moosburg, Landshut, Dingolfing, Landau y Plattling.
Después de la condena en Núremberg a los principales líderes del nazismo, en el que varios de ellos fueron condenados a la horca, sus cenizas fueron arrojadas a este río. 

## Etimología
De acuerdo con la interpretación más común, el nombre de Isar es un término celta que identifica a un río de carácter torrencial. En el territorio europeo ocupado por los celtas, pueden encontrarse muchos topónimos relacionados con esta palabra:
- Jizera (República Checa)
- Isère (Francia)
- Isel (Austria)
- Ijssel (Holanda)
- Isarco (Italia)
- Isar, municipio español de la provincia de Burgos

Otra interpretación más reciente del origen de esta palabra es la de una raíz de las lenguas indoeuropeas que significa río, corriente fluvial.

## Galería de imágenes

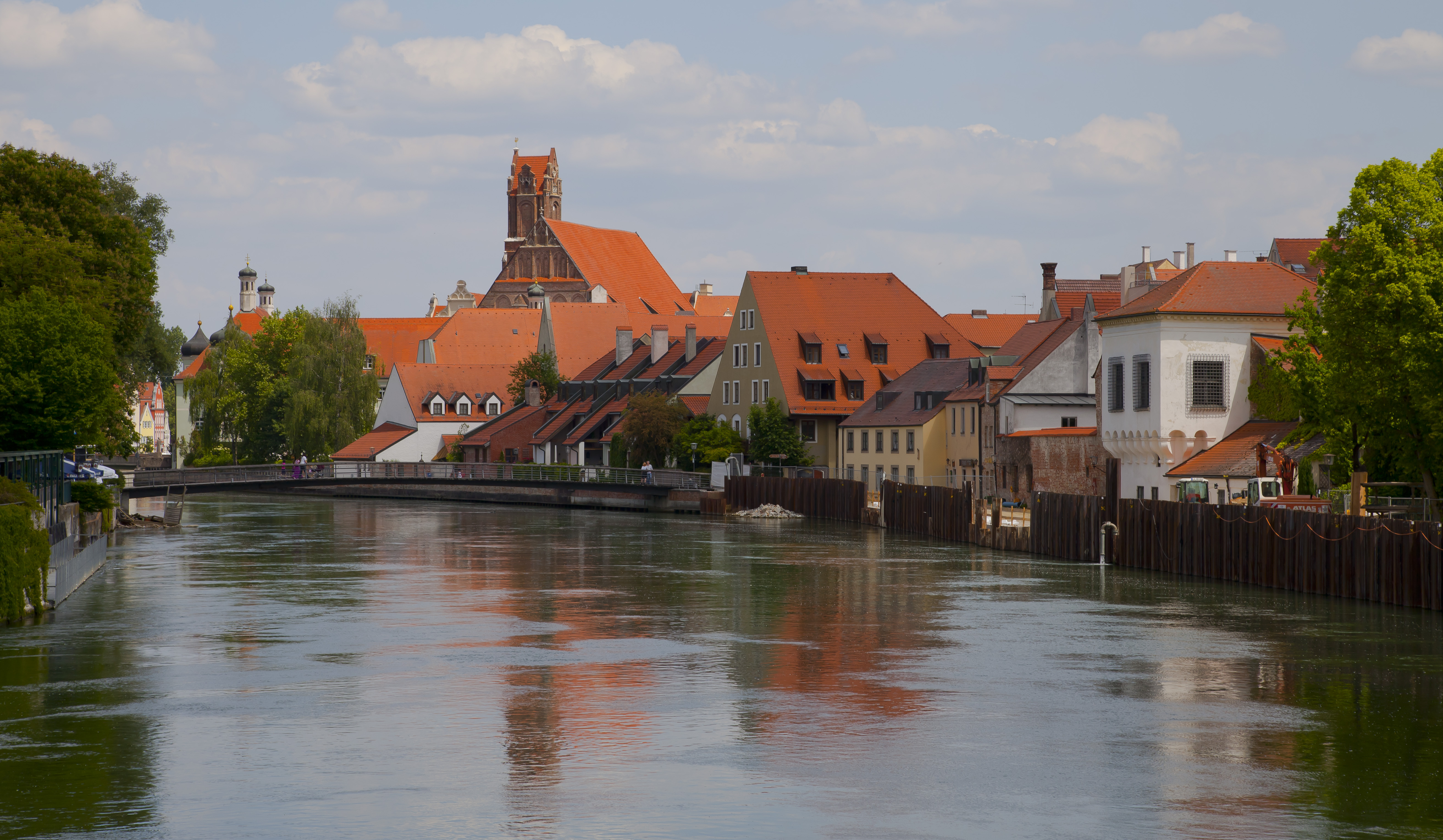
Río Isar en Landshut.
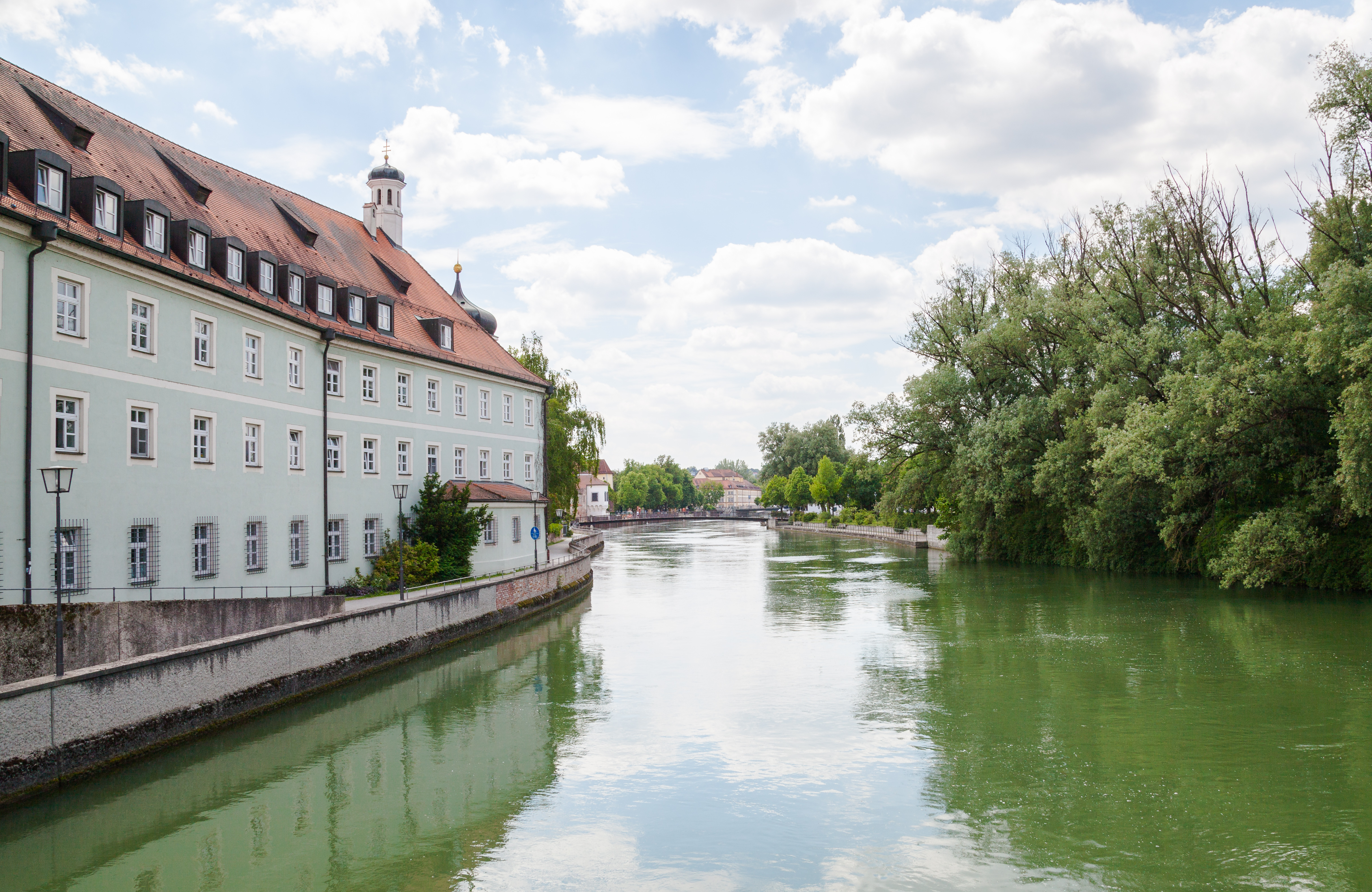
A su paso por Landshut.
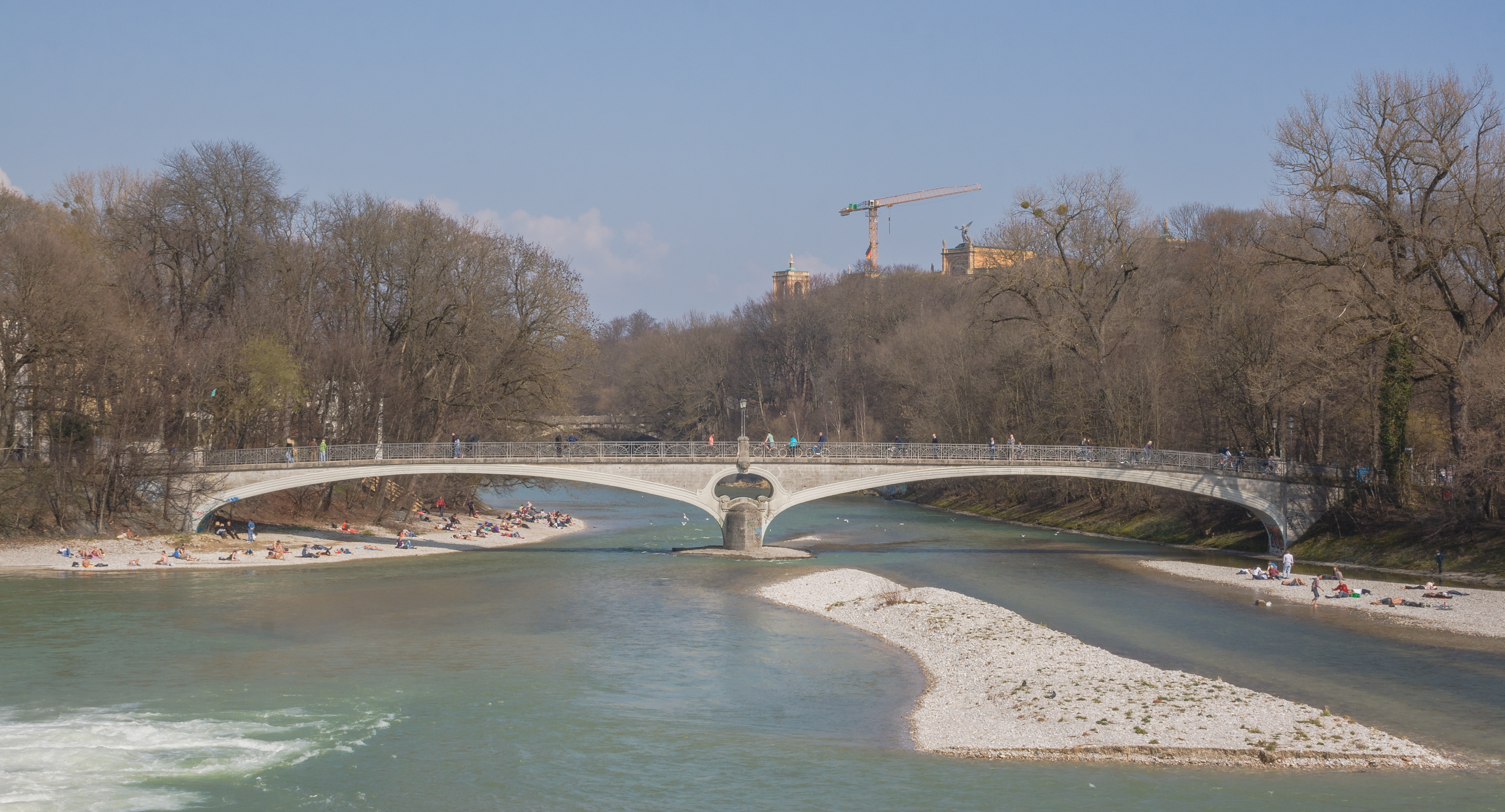
Río Isar en Múnich.
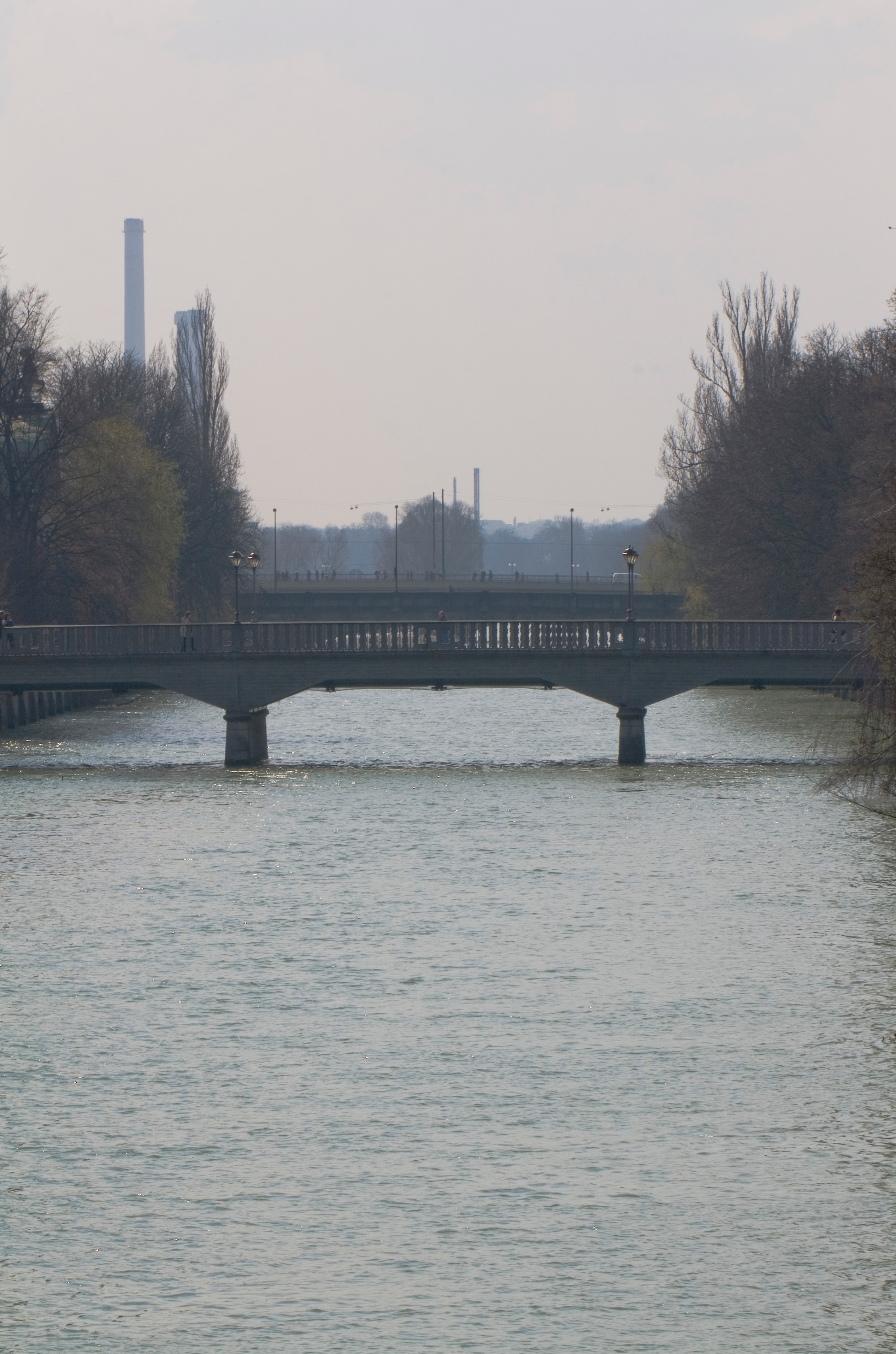
A su paso por Múnich.